# Hastigerinopsis
Hastigerinopsis es un género de foraminífero planctónico de familia Globigerinidae, de la superfamilia Globigerinoidea, del suborden Globigerinina y del orden Globigerinida. Su especie tipo es Hastigerinopsis digitiformans. Su rango cronoestratigráfico abarca desde el Pleistoceno hasta la Actualidad.

## Descripción
Hastigerinopsis incluía especies con conchas inicialmente trocoespiraladas y finalmente estreptoespiraladas, pero siempre pseudoplaniespiraladas, y de forma digitada; sus cámaras eran inicialmente globulares, después alargadas radialmente y finalmente claviformes, con un abultamiento bulboso en la parte distal; las últimas o las dos últimas cámaras pueden bifurcarse y tener dos abultamientos bulbosos en la parte distal; sus suturas intercamerales eran ligeramente curvadas e incididas; su contorno era fuertemente lobulado y digitado; su periferia era subredondeada; su ombligo era amplio; su abertura principal era interiomarginal, umbilical-extraumbilical en el estadio inicial, y ecuatorial o espiroumbilical en estadio adulto, con una forma de arco amplio, y bordeada por un labio; presentan pared calcítica hialina, finamente perforada con poros cilíndricos, y superficie lisa y espinosa, con espinas largas y gruesas, de sección trirradiada y púas laterales, con bases elevadas subtriangulares y terminaciones bifurcadas, y concentradas en la región periférica.

## Discusión
Algunos autores han considerado Hastigerinopsis un sinónimo subjetivo posterior de Hastigerinella.

## Ecología y Paleoecología
Hastigerinopsis incluye foraminíferos con un modo de vida planctónico, de distribución latitudinal tropical a templada, y habitantes pelágicos de aguas intermedias e profundas (medio mesopelágico a batipelágico superior).

## Clasificación
Hastigerinopsis incluye a la siguiente especie:
- Hastigerinopsis digitiformans
- Hastigerinopsis riedeli